# Palazzo Reale di Königsberg
Il Palazzo Reale di Königsberg (alternativamente anche castello di Königsberg, in tedesco: Königsberger Schloss, in russo: Кёнигсбергский замок) è stato il palazzo reale posto nella città tedesca di Königsberg, nella Prussia Orientale (l'attuale Kaliningrad, in Russia).
Durante la seconda guerra mondiale il palazzo reale venne fortemente danneggiato dai bombardamenti che colpirono la città a opera della Royal Air Force.
Dopo la guerra la struttura, seppur pesantemente danneggiata, rimase in rovina fino al 1968, quando Leonid Brežnev diede l'ordine di demolirlo, nonostante l'opposizione di molti intellettuali, perché ritenuto "simbolo del militarismo prussiano". Al suo posto sorse la Casa dei Soviet, edificio rimasto incompiuto fino al 2024 quando si decise di demolirlo.

## Storia architettonica

### L'edificazione sotto i Cavalieri Teutonici

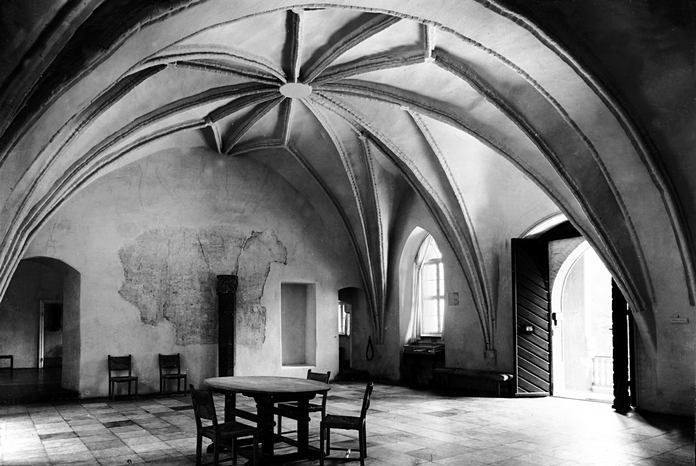
Uno degli ambienti interni della residenza del Gran Maestro

Il sito su cui sorgeva il castello era un forte prussiano di antica origine noto con il nome di Tuwangste (dalla parola tardolatina "wangus" che descriveva un'area di bosco con alberi abbattuti), posto non lontano dal fiume Pregel, su un importante incrocio viario del territorio prussiano, nei pressi dei villaggi di Löbenicht, Sackheim e Tragheim. I cavalieri teutonici avevano progettato di occupare l'area e di costruirvi un fortilizio difensivo già dal 1242, ma l'esecuzione del piano venne ritardata a causa di una serie di conflitti politici e militari nell'area. Dopo la conquista definitiva dell'area nel 1255 con l'appoggio di re Ottocaro II di Boemia, i Teutonici costruirono un forte provvisorio in terra e legno che venne appunto chiamato Königsberg, letteralmente "colle del re", proprio in onore al sovrano che li aveva assistiti nella conquista. Tali resti vennero riportati alla luce nel corso di una serie di scavi condotti negli anni venti del Novecento.
Dal 1257 iniziò la costruzione di una vera e propria fortezza in pietra che venne assediata per la prima volta nel 1260, dando prova di grande resistenza. Quando l'Ordine si vide strappare dai polacchi il Castello di Marienburg nel 1457, da quella data e sino al 1525 il castello di Königsberg divenne sede del Gran maestro dell'Ordine stesso. Di questo periodo rimase in seguito la sola Haberturm, ma in realtà tra XIV e XVI secolo vennero costruiti molti degli ambienti più antichi del castello conservati sino alla sua demolizione tra cui un granaio, la cappella del castello, un convento con refettorio per i militi dell'Ordine e una sala capitolare nell'ala ovest. Sul lato nord venne realizzata la residenza del comandante del castello (poi convertita in residenza del Gran maestro dell'Ordine teutonico) con diversi appartamenti e una torre di difesa, mentre nelle restanti parti venne eretto un ospedale e un ospizio con una propria cappella. Nel 1380 venne eretta la torre sud-ovest del castello come campanile e torre di guardia del complesso.

### L'appartamento del comandante (poi del Gran Maestro)
Lo spazio destinato ad accogliere la residenza del comandante del castello (e poi del Gran Maestro dell'Ordine teutonico) era organizzato nel piano nobile ed era composto da un soggiorno, da una camera da letto, da locali di servizio, da un refettorio, da una serie di corridoi e da una cappella privata dedicata a Sant'Anna. Tutte le sale erano contraddistinte da volte a stella e da un'architettura tipicamente gotica. Alla base dei costoloni in pietra calcarea delle volte si trovavano dei capitelli antropomorfi o allegorici. Nel corso del XV secolo vennero create due verande collegate all'appartamento e vennero realizzati alcuni lavori di ammodernamento interno degli spazi dell'appartamento.

### Residenza ducale

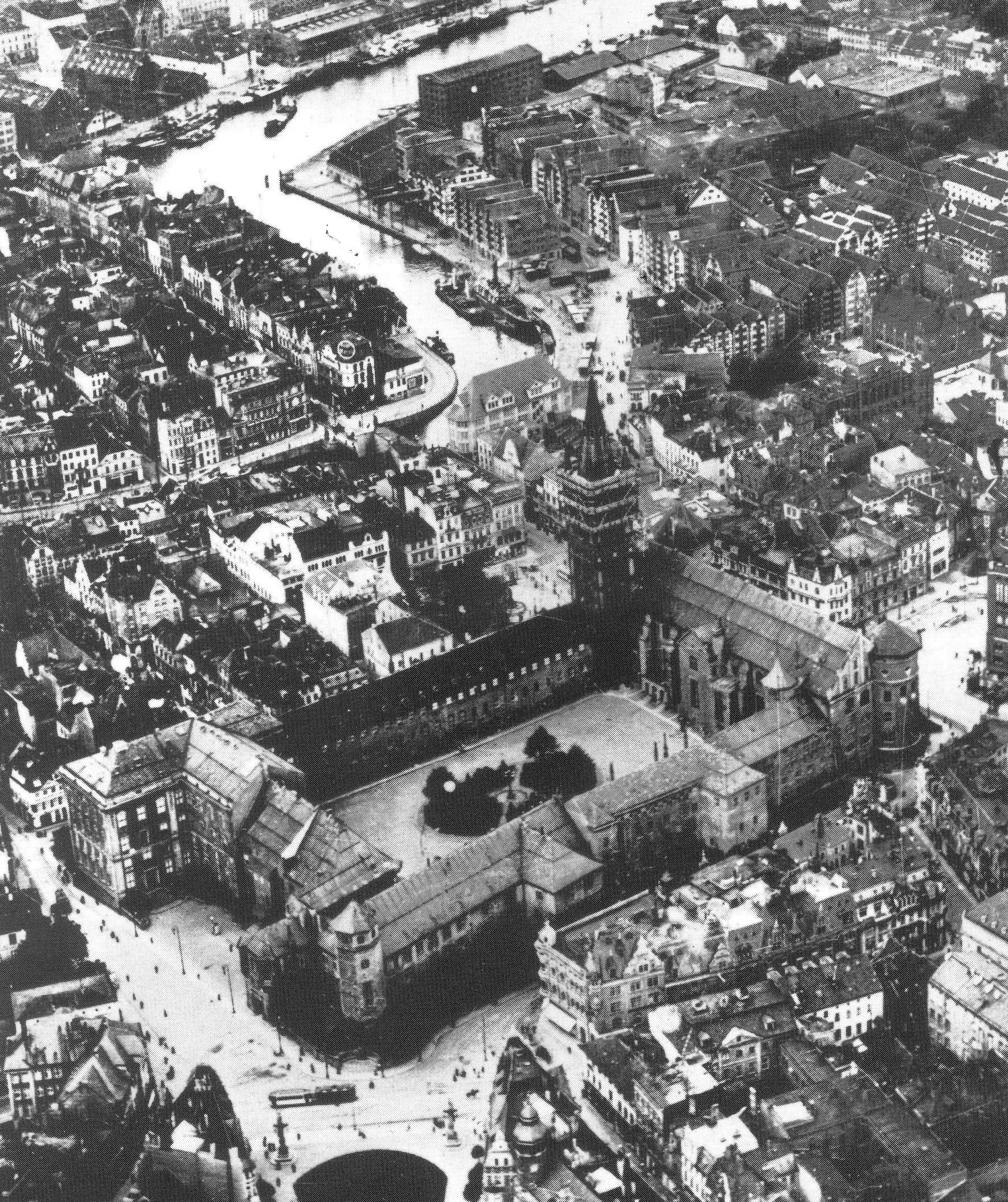
Veduta aerea del castello, 1925

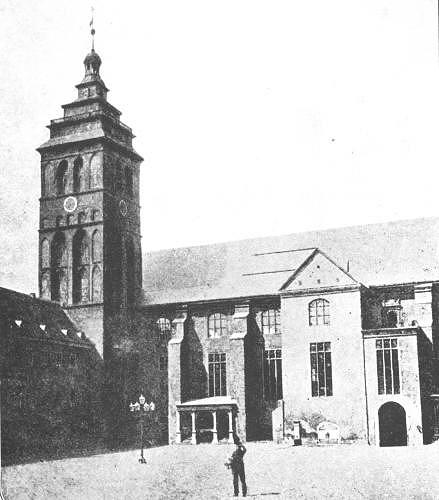
Veduta interna del castello con la Schlossturm prima delle ristrutturazioni di metà Ottocento

Nel 1525, quando l'area venne e strappata ai Teutonici e conquistata dai duchi di Prussia, per il castello iniziò un nuovo periodo di splendore in quanto esso divenne una residenza secondaria della famiglia ducale con lo spostamento progressivo della capitale da Potsdam a Berlino, subendo ripetuti ampliamenti nel corso dei secoli XVI, XVII e XVIII.
Le prime modifiche alla struttura vennero volute personalmente dal duca Alberto I di Prussia con l'intento di tramutare l'edificio del castello da una struttura meramente militare e conventuale in un vero e proprio palazzo reale a uso personale e della sua famiglia. Nel 1532 egli fece erigere la Albrechtstor, un monumentale portale di ingresso al complesso, oltre a riedificare parte dell'ala est. Le stesse sale interne, di stile medievale, erano sentite ormai come superate artisticamente ed era necessario pertanto rinnovarle con lo stile rinascimentale. Fu inoltre lo stesso Alberto a gettare le basi per la costituzione della Silberbibliothek, la "Biblioteca d'Argento" che rese noto il castello in tutta la Prussia dell'epoca.

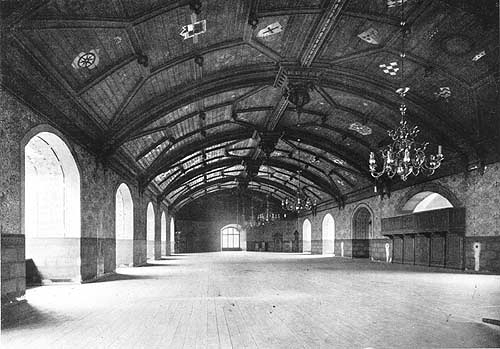
La Moskowitersaal

La ristrutturazione del complesso poteva dirsi completata nel 1569 quando gli architetti Christian Hoffmann e Christof Römer terminarono la facciata orientale del castello e costruirono l'ala sud. Fu il margravio Giorgio Federico di Brandeburgo-Ansbach a dare il via alla costruzione della Schlosskirche, la cappella ufficiale del palazzo dove Federico I di Prussia nel 1701 e Guglielmo I di Germania nel 1861 rispettivamente, vennero incoronati sovrani di Prussia, nonché della Moskowitersaal una grandiosa sala dalle dimensioni colossali (82 x 18 x 6 m) frutto della migliore ingegneria di architettura dell'epoca in quanto non sostenuta da colonne o pilastri.
Sotto il governo dell'elettore Federico Guglielmo I di Brandeburgo vennero apportate delle nuove ristrutturazioni di stile barocco fiammingo, tra cui spiccava la sommità della Schlossturm che venne terminata con una lanterna "a cipolla" e da un orologio pubblico.

### Residenza reale prussiana
Quando Federico I venne incoronato primo "re di Prussia" si rese conto che questa struttura per quanto a lui cara, fosse ormai completamente obsoleta per le esigenze sue e della corte reale e pertanto avviò un complesso programma di ristrutturazione e rifacimenti. Il suo lavoro più importante al castello fu la costruzione della Unfriedtbau (nota anche con il nome di Friedrichsbau) così chiamata dal nome dell'architetto che si occupò della sua erezione, Joachim Ludwig Schultheiß von Unfriedt. Il piano del re di Prussia era quello di costruire sul sito dell'ala est un edificio di tre piani con ingresso ad arco e due ali parallele. La ricostruzione venne iniziata nel 1705 e al 1712 era giunta solo a un terzo del suo completamento (la parte meridionale). Il complesso venne completato da suo figlio e successore, Federico Guglielmo I di Prussia che da allora utilizzò la struttura come residenza secondaria per sé e per la corte regia di Berlino.

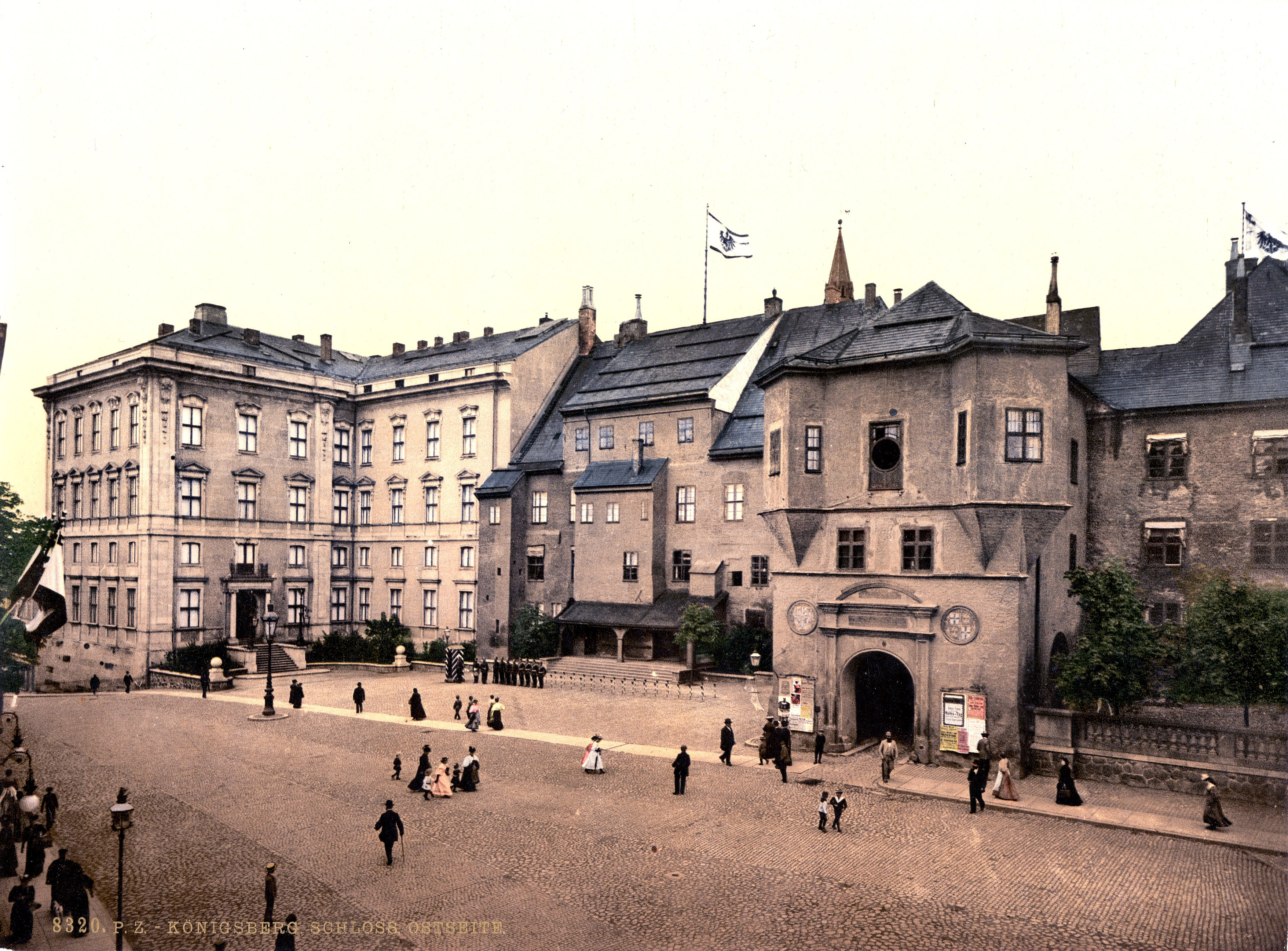
Il contrasto tra le antiche fortificazioni (a destra) e la costruzione del nuovo palazzo (a sinistra) attuata all'epoca di Federico I, in una fotografia colorata di inizio Novecento

Nel 1815 l'Enciclopedia Britannica si riferisce al sito come "un magnifico palazzo al centro del quale si trova un grandioso salone di 83.5 m di lunghezza e 18 m di larghezza, senza colonne che lo supportano, e dove si trova anche una bellissima biblioteca. La torre gotica del castello è molto alta (100 m) e dispone di 284 gradini che conducono alla sommità da cui si può avere una magnifica visuale sull'intera area".

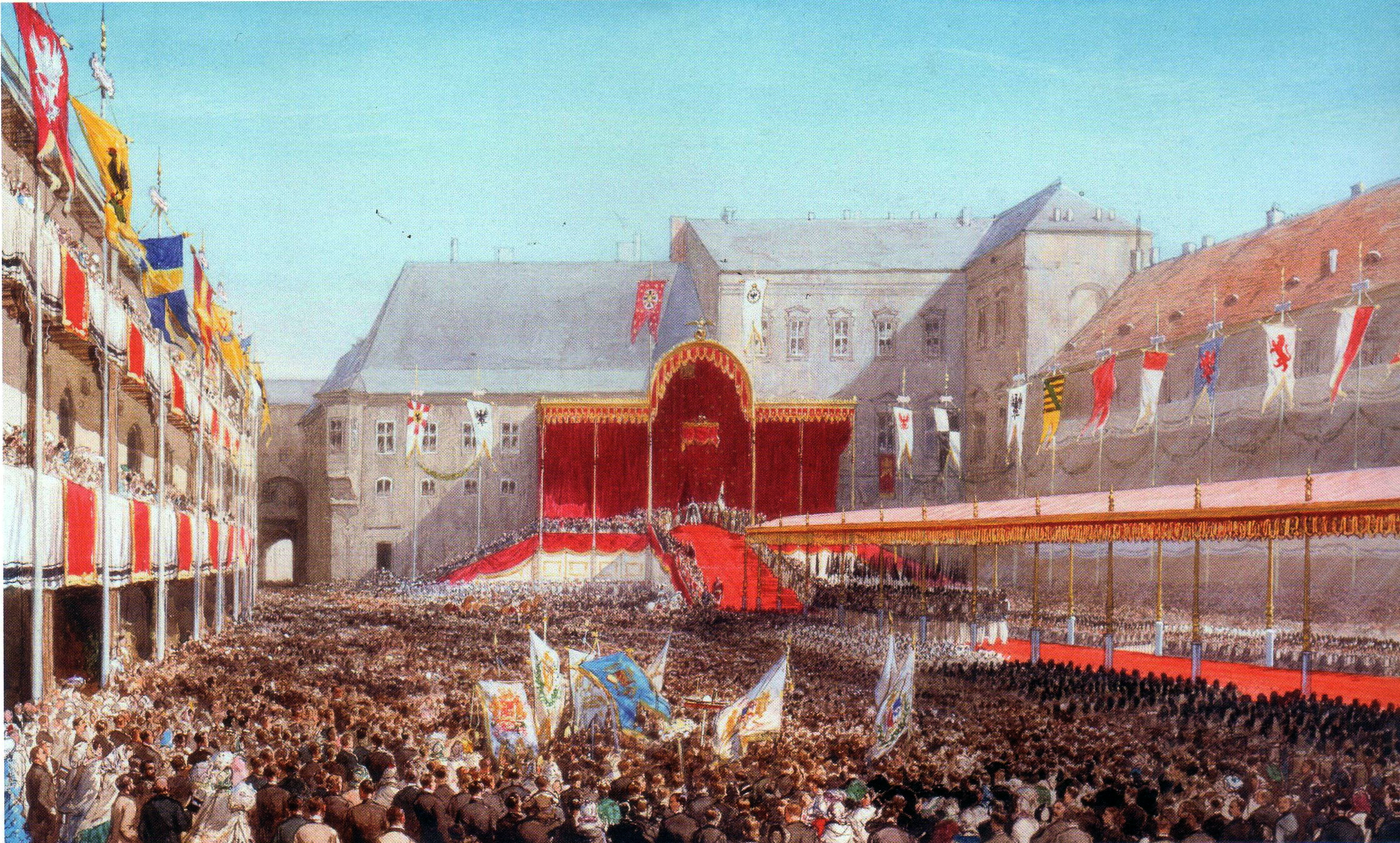
Festeggiamenti al Castello di Königsberg in occasione dell'incoronazione di Guglielmo I di Germania (1861)

Nel 1861 vi venne incoronato Guglielmo I di Germania come re di Prussia, il quale avviò poco dopo dei lavori di ristrutturazione del complesso. Negli anni 1864-66 una nuova il sovrano fece costruire una nuova guglia in stile neogotico per coronare la torre principale, realizzata su progetto di Friedrich August Stüler. La torre, alta già 82 metri, venne portata così alla straordinaria altezza di 104 metri. Parallelamente gli appartamenti della Unfriedtbau, la chiesa del castello e la Moskowitersaal vennero aperte al pubblico rimanendo tali sino alla fine della seconda guerra mondiale. Venne istituito anche un Museo della Prussia che qui aveva sede (ala nord) con una collezione di 240.000 pezzi della cosiddetta Collezione prussiana, la raccolta della città di Königsberg e dell'Università locale, oltre a diverse tele d'autore tra cui quelle realizzate da Lovis Corinth.
Nel 1926 l'architetto e storico dell'arte Friedrich Lahrs compì degli scavi nel cortile del castello che riportarono alla luce i resti delle fortificazioni precedenti, inaugurando un periodo di studi accurati sul complesso e sulla sua evoluzione storica.
Durante la seconda guerra mondiale molte opere d'arte che i nazisti riuscirono a trafugare dalla Russia, vennero qui stoccate in attesa di altre destinazioni, tra cui probabilmente parti della Camera d'ambra. Qui avevano sede inoltre gran parte degli archivi provinciali. Nel castello aveva sede anche una Blutgericht, una taverna per solo vino di antica origine (risalente secondo la leggenda ad Hans von Sagan).

### La demolizione

Demolizione della torre del castello con esplosivo, 1959.

A seguito del bombardamento di Königsberg a opera della Royal Air Force durante la seconda guerra mondiale nel 1944, nel castello scoppiò un tremendo incendio che rapidamente consumò gran parte delle sale. I muri in pietra furono in grado di resistere ai bombardamenti aerei e all'artiglieria sovietica, oltre che ai combattimenti urbani dell'aprile del 1945, rimanendo al loro posto come ruderi. La città di Königsberg, in gran parte distrutta dai bombardamenti, divenne quindi parte dell'Unione Sovietica, cambiando nome nel 1946 e divenendo nota come Kaliningrad.

Rovine del castello nel 1965.

Gli occupanti sovietici si dimostrarono da subito seriamente intenzionati a ridare vita alla città di Kaliningrad, ricostruendola in molte sue parti, ma erano altrettanto determinati a cancellarvi ogni traccia del passato tedesco della città. Leonid Il'ič Brežnev come conseguenza ordinò che i resti del castello, divenuti ormai solo un segno del "militarismo prussiano" venissero abbattuti. Malgrado le proteste di studenti e intellettuali della città, le rovine vennero asportate pezzo dopo pezzo a partire dal 1968. Altre parti che si trovavano nei pressi della Cattedrale di Königsberg, tra cui la tomba di Immanuel Kant, vennero comunque lasciate in piedi, venendo ricostruite e restaurate accuratamente dopo il crollo dell'Unione Sovietica, tra la fine degli anni novanta e l'inizio degli anni 2000.

### La situazione attuale
Attualmente la piazza centrale di Kaliningrad occupa l'area un tempo corrispondente al cortile centrale del castello. Su di essa si affaccia oggi la "Casa dei Soviet", un edificio amministrativo di stile russo la cui costruzione venne iniziata proprio dai sovietici a partire dal 1960. Il continuo sviluppo del complesso, con una prosecuzione a rilento dei lavori, venne bloccato negli anni ottanta quando iniziarono a presentarsi non pochi problemi strutturali a causa del cedimento di alcune parti portanti a causa di tunnel sotterranei del castello, fatto che molti tra gli anziani della città chiamarono "la vendetta dei prussiani" o "il mostro", originando leggende popolari sul sito. La parte esterna della struttura venne terminata nel 2005 in occasione di una visita in città del presidente Vladimir Putin, ma l'interno è ancora oggi spoglio e incompleto (la" Casa dei Soviet" è stata definitivamente demolita nel 2024).
L'attuale amministrazione della città di Kaliningrad ha dibattuto su una possibile ricostruzione del castello con l'assistenza del Dipartimento della Cultura Russa. Nel giugno del 2010, il Ministro della Cultura, Mikhail Andreyev, ha annunciato la proclamazione di un referendum cittadino sulla ricostruzione del castello tenutosi con esito positivo nel marzo del 2011. Il progetto di ricostruzione, oltre che dispendioso, è risultato complesso ma non impossibile dal momento che per la sua ricostruzione ci si potrebbe basare unicamente su disegni, fotografie e mappe d'epoca anche se attualmente della struttura originaria non rimane nulla, a differenza invece del restauro compiuto sulla Cattedrale di Königsberg dove si è potuto intervenire con restauri integrativi partendo dalla struttura portante rimasta in essere anche dopo il periodo sovietico.
Da settembre del 2001 il settimanale tedesco Der Spiegel ha finanziato degli scavi per ritrovare le antiche tracce del castello e sfatare o confermare la leggenda secondo la quale qui potessero essere stati stipati segretamente dei pannelli della famosa Camera d'ambra trafugata dal palazzo imperiale di Carskoe Selo dai nazisti in fuga dalla Russia, ma vennero invece riportate alla luce le cantine del castello, in collaborazione con il Museo di Storia dell'Arte di Kaliningrad. Durante questi scavi vennero ritrovati alcuni oggetti tra cui, nel giugno del 2005, un cofanetto in argento oculatamente occultato che conteneva medaglie e amuleti.

## La struttura

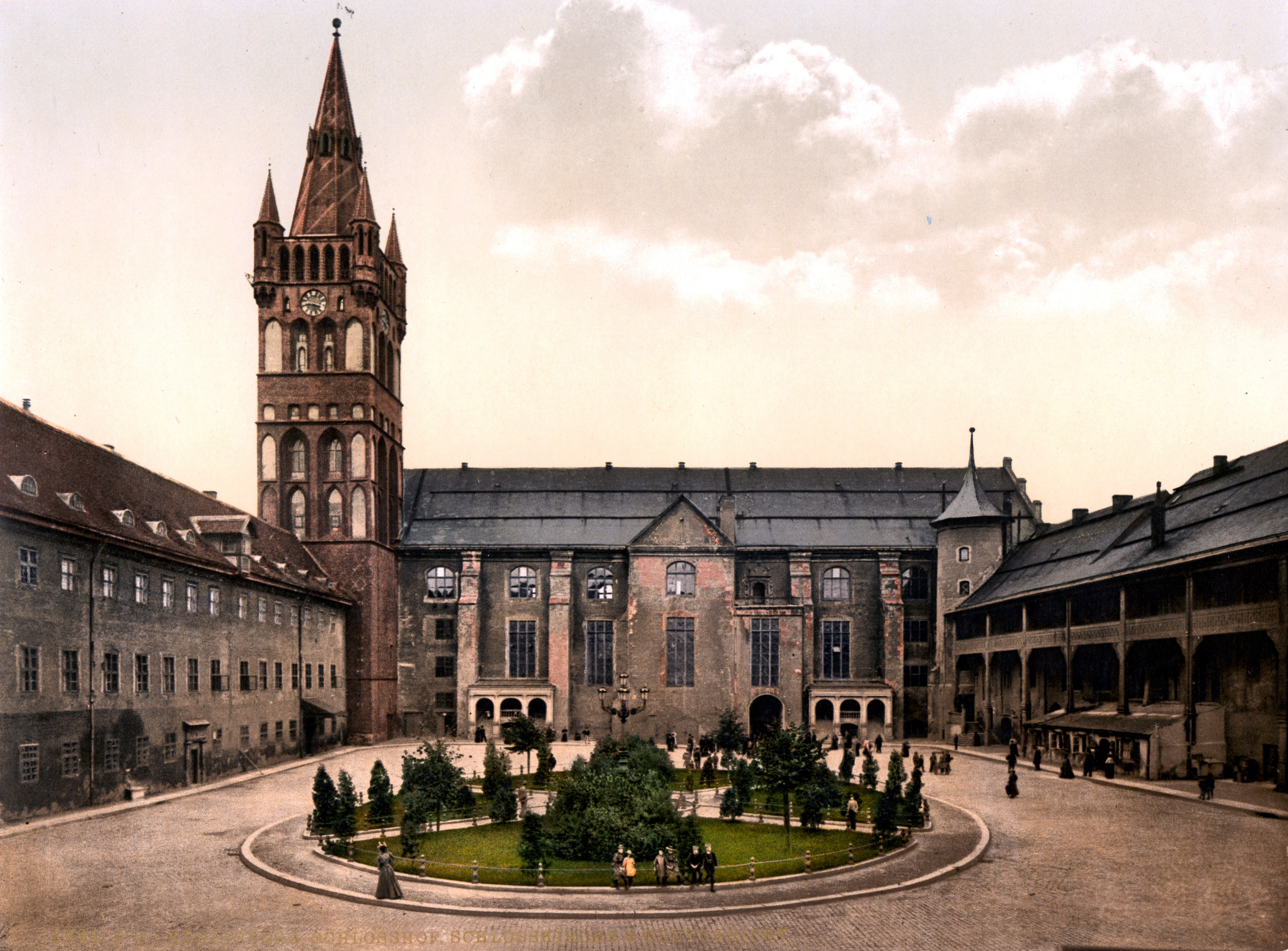
Il castello e il cortile di Königsberg nel 1900 circa

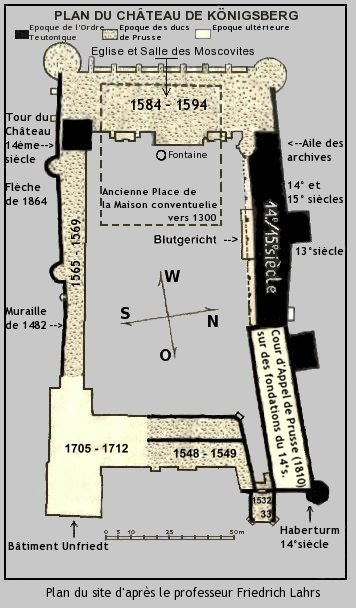
Pianta del castello di Königsberg con le evoluzioni storiche della struttura

La costruzione aveva una lunghezza di 104 metri e una larghezza massima di 66,8 m. L'altezza del complesso alla torre più alta era di 84,5 m, gittante direttamente sull'antistante Kaiser-Wilhelm-Platz.
Il castello aveva una struttura quadrangolare chiusa come nei castelli medievali con un cortile centrale e quattro ali attorno:
- Ala est: ingresso dalla Schlossplatz tramite la Albrechtstor, la Unfriedtbau (vedi poi) e la Haberturm (vedi poi)
- Ala sud: appartamenti reali, Museo della Prussia, Collezione d'Arte comunale
- Ala ovest: chiesa del castello, ingresso dalla Gesekusplatz
- Ala nord: Archivio di Stato prussiano, Blutgericht, sede dell'autorità giudiziaria di Konigsberg; Schlossstrasse

Il castello disponeva di cinque torri:
- Schlossturm, gittante sulla Kaiser-Wilhelm-Platz (angolo sud-ovest del castello)
- Haberturm, la più antica (con la caratteristica forma ottagonale) sulla Münzplatz (angolo nord-est del castello)
- Torretta rotonda all'angolo sud-ovest del castello (Kaiser-Wilhelm-Platz)
- Berwart-Turm su Gesekusplatz (angolo nord-ovest del castello)
- Lidelauturm sulla fascia settentrionale del castello

## LaUnfriedtbau

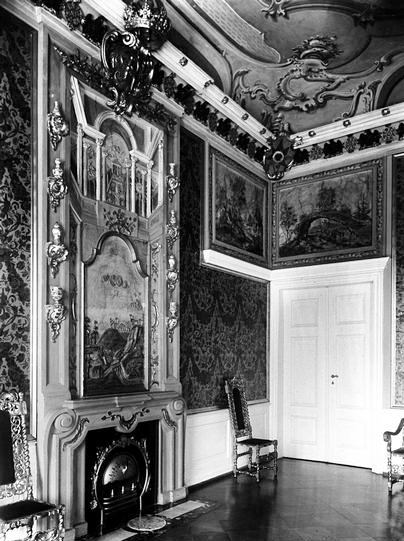
La Sala dell'Aquila Nera

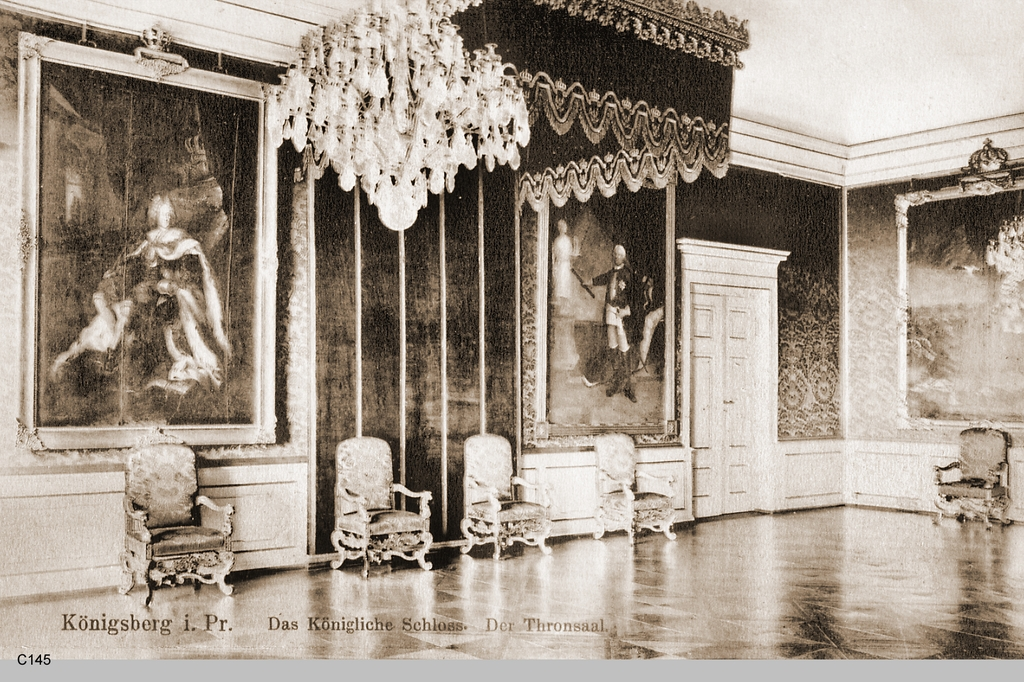
La sala del trono

L'Unfriedtbau (o Friedrichsbau, "Ala di Unfriedt" o "Ala di Federico") fu l'ala residenziale del Castello di Königsberg, destinata a residenza dei re di Prussia. Il nome di tale ala venne derivata dal suo architetto e costruttore, Joachim Ludwig Schultheiß von Unfriedt. Posta al piano nobile dell'edificio, essa era composta da una serie di ambienti coevi alla costruzione del castello, ma rimodernati in epoca barocca dopo l'incoronazione di Federico I di Prussia quando egli pretese che il castello dove era nato e vissuto venisse ampliato e rimodernato per meglio venire incontro alle esigenze di un monarca nelle occasioni di rappresentanza. La costruzione di quest'ala venne avviata nel 1704, ma alla morte di Federico I di Prussia nel 1713, tuttavia, venne completata solo la parte meridionale. I lavori vennero portati a compimento sotto il regno del suo successore, Federico Guglielmo I di Prussia. Tra le sale più rilevanti ricordiamo:
- Camera natale di Federico I. Questa sala venne eretta nel 1544-1547 all'epoca del regno del duca Alberto I di Prussia a opera di Jacob Bink. Le pareti e il soffitto apparivano interamente edecorati con pannelli lignei a intarsio a eccezione del grande camino in pietra arenaria scolpito finemente dall'artista Cornelius Floris.
- Sala dell'Aquila Nera. Questa sala, realizzata in stile primo rococò, era caratterizzata da una preziosa carta da parati alle pareti e da sopraporta dipinti con paesaggi italiani e antiche rovine. Al centro del soffitto della sala si trovava un prezioso lavoro in stucco rappresentante un'aquila nera con dei fregi, simbolo dell'Ordine dell'Aquila Nera, la più antica e prestigiosa onorificenza di stato concessa dai re di Prussia. Qui annualmente infatti si incontravano tutti i cavalieri dell'Ordine.
- Sala del Trono. In questa sala di rappresentanza campeggiavano i ritratti di tutti i re prussiani (poi anche imperatori di Germania) da Federico I di Prussia a Federico III di Germania e la tradizione era solita porre tali dipinti solo dopo la morte dei sovrani stessi (pertanto il ritratto di Guglielmo II di Germania non vi venne mai appeso). La sala era caratterizzata dalla presenza di un trono da cui appunto il nome, mentre sul pavimento si trovava un prezioso tappeto di crine di Trakehner.